# 요코미조 세이시

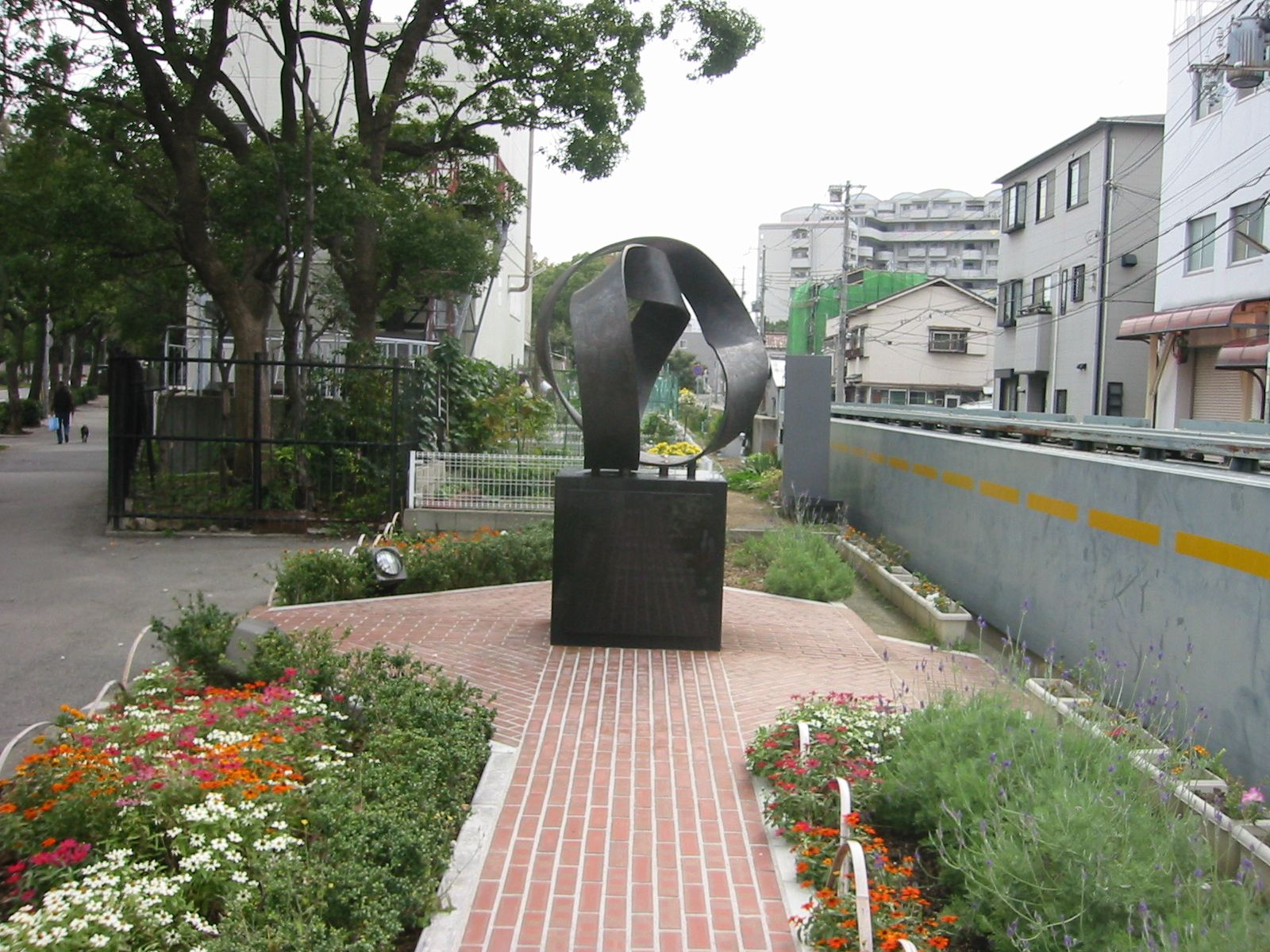
요코미조 세이시의 탄생기념비

요코미조 세이시(일본어: 横溝 正史, 1902년 5월 24일~1981년 12월 28일)는 일본의 소설가, 추리소설가이다. 본명은 같은 글자에 읽는 법이 다른 요코미조 마사시(橫溝 正史)이다. 현재 효고현 고베시 주오구 히가시카와사키 정에서 태어났다. 긴다이치 코스케를 탐정으로 한 탐정소설이 유명하다. 이에 더하여 요코미조 세이시는 약제조 면허를 가지고 있다.

## 약력
1902년 5월 24일 효고현 고베시 히가시카와사키에서 3남으로 태어났다. 아버지는 오카야마현 출신이다. 1920년 3월 고베 2중(현 효고 현립 효고 고등학교)를 졸업하고 제일은행 고베 지점에서 근무하였다.
1921년 잡지《신청년》에 현상 응모한 《섬뜩한 만우절(恐ろしき四月馬鹿 おそろしきエイプリル・フール[*])》이 입선되어 그의 처녀작으로 되었다. 1924년 오사카 약학전문학교(현 오사카 대학 약학부)를 졸업한 후, 약제사로서 집안의 약방〈춘화당(春秋堂)〉에서 일했지만, 1926년 에도가와 란포의 권유로 상경해 하쿠분칸에 입사한다. 1927년 《신청년》의 편집장으로 취입하였고, 그 후에도《문예구락부》,《탐정소설》등의 편집에도 참여하면서 창작과 번역활동을 계속했다. 하지만, 1932년 잡지가 폐간되면서 회사를 퇴사했고, 전업작가의 길로 들어서게 된다.
1934년 7월 폐결핵이 악화되어 어쩔수 없이 나가노현에서 요양생활을 하게 되면서 집필을 이어갈 수 없게 되었다. 하루에 3, 4페이지씩 쓴 역작《도깨비불(鬼火)》은 당시 검열에 의해 일부 삭제되었다. 또, 전시상황인 탓에 탐정소설의 발표자체가 제한되었고, 어쩔수 없이 도리모노초 등을 중심으로 글을 쓰게되는 등 불운한 시기를 보냈다. 작가활동이 제한되었기 때문에 경제적으로도 궁핍해졌고, 병세도 악화되었지만, 전쟁이 끝난 후 치료약 스트렙토마이신의 가격하락과 더불어 병세가 호전되었다.
1945년 4월부터 3년간, 전쟁을 피해 오카야마현 기비쓰 군 마비 정(현 구라시키시)에서 생활하였고, 제2차 세계대전이 끝난 후, 추리소설을 자유롭게 발표할 수 있는 환경이 조성되자, 본실력을 발휘해 연이어 본격추리소설을 발표한다. 1948년에는《혼진 살인사건》으로 제1회 일본탐정작가클럽상(현 일본추리작가협회상) 장편상을 수상한다.
사회파 추리소설의 대두로 잠시 동안 잊혀진 존재가 되었지만, 1968년 고단샤의《주간소년 매거진》에서《팔묘촌》이 만화화되어 연재되면서 주목받기 시작했다. 그의 소설은 일시적 유행거리로 취급되었지만, 영화산업으로의 진출을 노리고 있던 가도카와 하루키의 요구에 응해 그와 작업하였고, 마침내,《이누가미 일족》을 영화화한 영화가 흥행몰이에 성공해 드라마로도 제작되어 추리소설 팬 이외에도 널리 알려져 유명세를 타게 되었다. 그의 작품의 대부분을 문고화한 가도카와 하루키는 한순간의 붐에 만족하지 않고, 요코미조 월드로의 발전을 꾀했다.
칠십이 넘긴 요코미조 세이시도 그의 요구에 응해 끊이지 않게 작품을 쓴다. 사회파 추리소설의 영향을 받은 작품 등에서의 팬의 평가는 다양했다. 단, 이 후기의 집필활동에 의해 중절했던《가면무도회》가 완성되었고, 긴다이치 코스케 최후의 사건인《병원 비탈길에 목 매달아 죽은이의 집》이 발표되었다. 또, 고바야시 노부히코의《요코미조 세이시 속본》등의 미스터리 연구의 대상이 된 것도 요코미조 붐과는 연관이 없다고는 말할 수 없다.
1981년 12월 28일 결장암으로 세상을 떠났다.

## 인물
요코미조 세이시는 특히 전철을 싫어해서 전철을 탈 때면 반드시 술통을 목에 걸고 술을 마시면서 탄다. 때때로 아내와 함께 타기도 하는데, 그럴 때면 요코미조 세이시는 아내의 손을 꼭 잡고 있다.
요코미조 세이시는 집필을 하다 잘 안풀리면 뜨개질로서 기분전환을 한다. 또, 프로야구 오사카 긴테쓰 버펄로스의 팬으로 알려져 있다.
온후한 성격으로 사람을 대할 때는 잘난 체를 하지 않고, 상대방이 편안한 마음을 갖도록 대한다. 한창 인기가 좋을 때도 호감을 가지고 맞이하였고, 많은 작품이 재간, 영화화되었다. 만년에도 술을 그르지 않아 공개일기에 글이 흐트러지거나 했다. 태평양 전쟁 전에 활동한 작가로는 유일하게 현역생활을 했고, 가난해 병상에 누워 있는 작가친구에게 원조를 하거나 재간행을 집요하게 부탁하는 유족에게 참을성 있게 응대하는 모습도 조심스럽게 적고 있다.
아들 요코미조 료이치는 음악평론가이다.
1955년 무렵에 건축된 것을 보이는 요코미조 세이시의 서재를 도쿄도 세타가야구 세이조에서 야마나시현 야마나시시로 이축하였고, 2007년 3월 25일 요코미조 세이시 관으로 하여 일반에 공개하였다.

## 해설
긴다이치 코스케가 등장하는 작품은 중절작품, 아동문학 등을 제외한 장단편 77작이 확인되었다. 탐정 긴다이치 고스케는 주로 도쿄 주변을 무대로한 사건과 작가가 피난 가있던 오카야마 등 지방을 무대로 활약한다. 전자는 전후도회지의 퇴폐적이고 도착적인 성(性)에 관련된 사건이며, 후자는 시골의 인습과 혈연으로 엮인 인연이 중심이 된 사건이 많다. 일반적으로 후자의 작품들의 평가가 좋다. 외견상으로는 괴기색이 짙게 베여있지만, 골격으로서는 논리와 트릭을 중시한 본격추리물로 일부작품에서 장식용으로 사용된 경우를 제외하고는 초자연 현상과 오컬티즘을 배제하고 있다. 이와 같은 특징은 그가 경애하는 작가 존 딕슨 카의 영향을 받은 것이다.
일단 발표된 작품을 원고를 고쳐 재발표한 경우도 많이 있다. 통상 이 같은 원형작품은 잊혀질 수 있지만, 〈긴다이치 코스케〉시리즈에 관해서는 이들을 발굴, 간행도 진행되고 있으며 인기를 끌고 있다. 그의 작품 속에 나오는 탐정은 유리 린타로(由利麟太郞)와 미쓰기 슌스케(三津木俊助)가 있다. 도리모노초에서는 닌교사시치(人形佐七)와 분시치(文七)를 주연으로 한 시리즈가 있다.
긴다이치 코스케 시리즈 이외에 중요한 작품은 태평양 전쟁 전에 발표한《도깨비불(일본어: 鬼火)》,《창고 안(일본어: 蔵の中)》,《가이야구라 이야기(일본어: かいやぐら物語)》등의 심미적 중단편과, 사카구치 안고가 절찬한 장편《나비부인 살인사건》등이 있다. 또, 쇼와 초기 쓰여진 세련된 문장속에 일말의 애수를 띤 도시파 콩트는《신청년》편집장으로서 쇼와 모더니즘의 기수로 있었던 그의 일면을 잘 전해주고 있다.
1980년부터 가도카와 쇼텐의 주최로 장편추리소설신인상, 요코미조 세이시 미스터리 대상이 수여되고 있다.

## 소장품
2006년 6월 도쿄 그의 자택에서 미발포된 단편《안개 낀 밤의 사건(일본어: 霧の夜の出来事)》,《이누가미 일족》등의 직접 쓴 원고를 비롯해, 소설집필의 자료로 사용된 것으로 보이는 문헌 등, 귀중한 소장품이 발견되었다. 이들 소장품과 자료는 니쇼가쿠샤 대학에서 보관하고 있고, 일반에 공개했다.

## 작품
- 혼진 살인사건(일본어: 本陣殺人事件, 1946) ISBN 978-4-04-130408-2
  - 김문운 역, 동서문화사, 2003, ISBN 89-497-0168-5
  - 정명원 역, 시공사, 2011, ISBN 978-89-527-6236-8
- 옥문도(일본어: 獄門島, 1947)
  - 정명원 역, 시공사, 2005, ISBN 89-527-4354-7
- 밤 산책(일본어: 夜歩く, 1948) ISBN 978-4-04-130407-5
  - 정명원 역, 시공사, 2009, ISBN 978-89-527-5716-6
- 팔묘촌(일본어: 八つ墓村, 1949) ISBN 978-4-04-130401-3
  - 정명원 역, 시공사, 2006, ISBN 89-527-4679-1
- 이누가미 일족(일본어: 犬神家の一族, 1950) ISBN 978-4-04-130405-1
  - 정명원 역, 시공사, 2008, ISBN 978-89-527-5305-2
- 여왕벌(일본어: 女王蜂, 1951) ISBN 978-4-04-130411-2
  - 정명원 역, 시공사, 2010, ISBN 978-89-527-5899-6
- 삼수탑(일본어: 三つ首塔, 1955) ISBN 978-4-04-130406-8
  - 정명원 역, 시공사, 2010, ISBN 978-89-527-6031-9
- 악마가 와서 피리를 분다(일본어: 悪魔が来りて笛を吹く) ISBN 978-4-04-130404-4
  - 정명원 역, 시공사, 2009, ISBN 978-89-527-5553-7
- 악마의 공놀이 노래(일본어: 悪魔の手毬唄) ISBN 978-4-04-130402-0
  - 정명원 역, 시공사, 2007, ISBN 978-89-527-4940-6
- 병원 비탈길에 목 매는 집(일본어: 病院坂の首縊りの家, 1975) ISBN 978-4-04-130461-7, ISBN 978-4-04-130462-4

## 같이 보기
- 에도가와 란포
- 긴다이치 코스케
- 고베 문학관